# Lijst van extreme punten in Brazilië
Lijst van extreme punten in Brazilië:

## Breedte en lengte
- noordelijkste punt: de berg Caburaí, Roraima: 5° 15′ NB, 60° 13′ WL
- zuidelijkste punt: Arroio Chuí, Rio Grande do Sul: 33° 45′ ZB, 53° 24′ WL
- oostelijkste punt (continent): Ponta do Seixas, Paraíba: 7° 9′ ZB, 34° 48′ WL
- oostelijkste punt (inclusief eilanden): Ilha do Sul, Espírito Santo: 20° 31′ ZB, 28° 51′ WL
- westelijkste punt: bron van de Moa, Acre: 7° 33′ ZB, 73° 60′ WL

## Hoogte en laagte
- Hoogste punt: Pico da Neblina: 2994 meter
- Laagste punt: Atlantische Oceaan: 0 meter

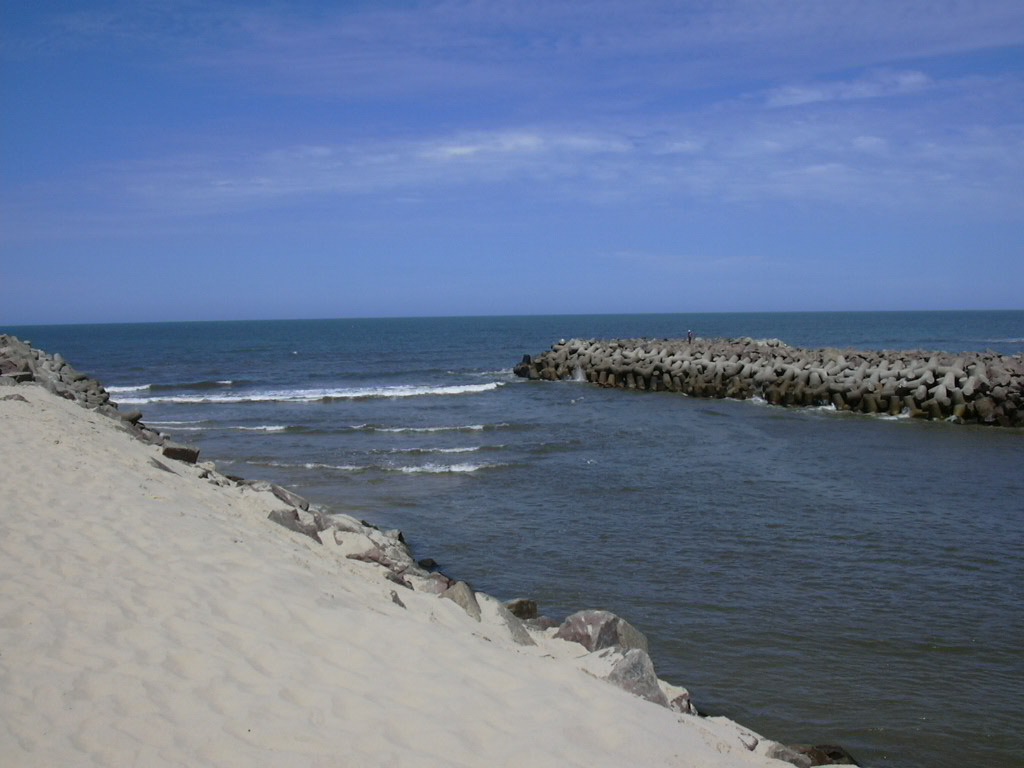
Meest zuidelijk: Arroio Chuí
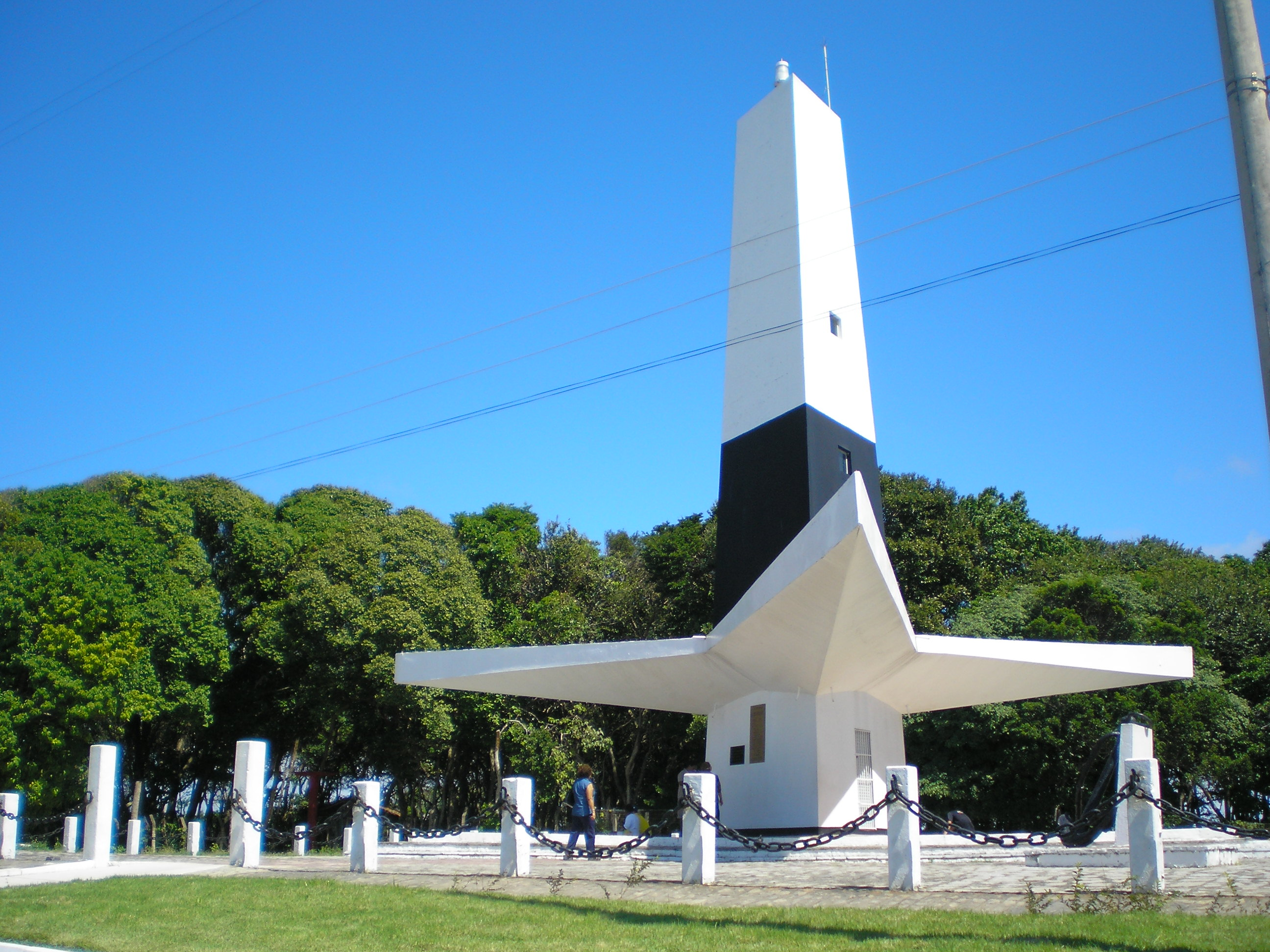
Meest oostelijk: Ponta do Seixas
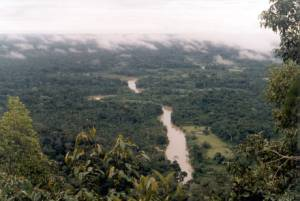
Meest westelijk: Moa